# Scanner Access Now Easy
Scanner Access Now Easy (SANE) är ett mjukvarugränssnitt för programvara (API) som tillhandahåller standardiserad åtkomst för pixelbaserade bildinläsningsapparater (flatbäddsscanner, handhållen scanner, video- och stillbildskameror, videoupptagningskort).
Rättigheterna till SANE API kan användas enligt public domain modellen och dess diskussion och utveckling är öppen för alla. Programvaran används vanligen på Unixliknande operativsystem.